# Mathys Angély
Mathys Angély (* 21. April 2007 in Brive-la-Gaillarde) ist ein französischer Fußballspieler, der als Innenverteidiger beim Bundesligisten VfL Wolfsburg unter Vertrag steht. Seit November 2023 gehört er der französischen U17-Nationalmannschaft an.

## Vereinskarriere

### Girondins Bordeaux

#### Anfänge
Angély wurde am 21. April 2007 in Brive-la-Gaillarde geboren und begann seine fußballerische Laufbahn im September 2012 beim lokalen Verein ESA Brive, wo er den Großteil seiner Jugendjahre verbrachte. Im Jahr 2020 wechselte er zur renommierten Talentakademie Pôle Espoir de Talence und schloss sich 2022 der Jugendabteilung von Girondins Bordeaux an.
Am 13. November 2022 gab Angély sein Debüt in der U19-Mannschaft von Girondins Bordeaux in der Championnat National U19 gegen Stade Laval (U19), wo er in der 34. Minute eine Gelbe Karte erhielt und in der 85. Minute ausgewechselt wurde. Das Spiel endete mit einer 0:2-Niederlage. Sechs Tage später stand er erneut in der Startelf und erzielte beim 3:2-Sieg gegen FCE Mérignac-Arlac (U19) sein erstes Tor.
In der Saison 2023/24 kam Angély in fünf U19-Spielen zum Einsatz, bevor er im Dezember 2023 in die Reserve-Mannschaft von Girondins Bordeaux aufstieg. Am 10. Spieltag der National 3, der fünfthöchsten Spielklasse Frankreichs, saß er erstmals auf der Bank, wurde jedoch nicht eingesetzt. Eine Woche später gab er sein Startelf-Debüt und spielte beim 0:0-Unentschieden gegen US Colomiers über die volle Distanz. Von da an stand er, mit Ausnahme des 16. Spieltags, bis zum 19. Spieltag regelmäßig in der Startformation. Am 3. März 2024 erzielte er gegen Aviron Bayonne sein erstes Tor für die Reserve-Mannschaft.
Dank seiner starken Leistungen in der Reserve wurde Angély noch in der Saison 2023/24 in die erste Mannschaft berufen und gab am 6. März 2024 beim 1:0-Sieg gegen SM Caen sein Debüt in der zweitklassigen Ligue 2. Er war zu den Zeitpunkt 16 Jahre, 11 Monate und 15 Tage alt. Von seinem Debüt am 31. Spieltag bis zum 36. Spieltag stand er, mit Ausnahme des 33. Spieltags gegen AS Saint-Étienne, in jedem Spiel auf dem Platz. Spieltagen in der Ligue 2, stand Mathys Angely weder auf den Platz, noch auf der Ersatzbank.

### VfL Wolfsburg
Obwohl der Teenager im Mai 2024 einen Vertrag bis 2028 beim französischen Traditionsverein Girondins Bordeaux unterschrieben hatte, wechselte er dennoch im Sommer 2024 zum Bundesliga-Klub VfL Wolfsburg. Der Grund dafür war der Entzug der Profilizenz des sechsmaligen französischen Meisters aufgrund von Insolvenz, was den Abstieg von der zweiten in die vierte Liga zur Folge hatte.

## Internationale Karriere
Im Oktober 2022 wurde Mathys Angély von José Alcocer erstmals in den Kader der französischen U16-Nationalmannschaft berufen, um in einem Freundschaftsspiel gegen Wales anzutreten. In diesem Spiel kam er in der 60. Minute als Ersatz für Yanis Sellami auf das Feld. Sein erstes Tor für die U16 erzielte Angély am 1. November 2022 beim 5:1-Sieg gegen die Schweiz. Als José Alcocer im Juli 2023 das Traineramt der französischen U17-Nationalmannschaft übernahm, nominierte er Angély im November für die U17-Weltmeisterschaft 2023. Obwohl Frankreich den Titel gewann, blieb Angély in jedem Spiel als ungenutzter Ersatz auf der Tribüne.
Sein Debüt für die U17-Nationalmannschaft gab er am 15. November 2023 in einem Qualifikationsspiel zur U17-Europameisterschaft gegen Estland. Am 13. Februar 2024 führte er die Mannschaft als Kapitän im Spiel gegen Italien aufs Feld. Angély spielte eine entscheidende Rolle in der erfolgreichen Qualifikation Frankreichs für die U17-Europameisterschaft 2024, bei der er in allen drei Gruppenspielen zum Einsatz kam. Im Spiel gegen Portugal legte er den Ball zum 1:2-Siegtreffer vor. Für die U18-Nationalmannschaft wurde er bisher noch nicht nominiert.

## Titel
- U17-Weltmeister: 2023 (ohne Einsatz)